# Operador moment
Operador moment, en mecànica quàntica, és l'operador que transforma la funció d'ona {\displaystyle \psi (x,t)} en una altra funció formada per una constant multiplicada per la derivada espacial de la funció d'ona.

## Definició
- L'operador moment {\displaystyle {\hat {p}}\,} és lineal.
- L'operador moment {\displaystyle {\hat {p}}\,} és un operador diferencial.

- L'operador moment {\displaystyle {\hat {p}}\,} està definit per {\displaystyle {\hat {p}}=-i\hbar {\frac {\partial }{\partial x}}} on {\displaystyle \hbar } és la constant de Plank reduïda, {\displaystyle i} és la unitat imaginària dels nombres complexos.
- L'aplicació de l'operador moment sobre la funció d'ona és : {\displaystyle {\hat {p}}\,\psi =-i\hbar {\frac {\partial \psi }{\partial x}}}, per exemple si la funció d'ona és {\displaystyle \psi (x)=(a^{2}+x^{2})} llavors l'operador moment serà {\displaystyle {\displaystyle {\hat {p}}\,}\psi (x)=-i\hbar 2x}